# التنوير الأمريكي

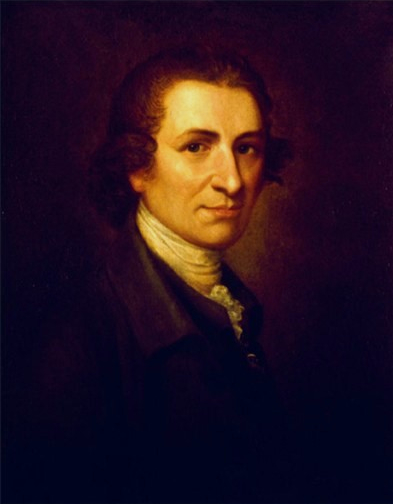
توماس بين.

التنوير الأمريكي هي فترة تخمر فكري في المستعمرات الثلاث عشرة خلال الفترة من القرن السابع عشر حتى القرن الثامن عشر، والذي أدى إلى الثورة الأمريكية، وإنشاء الولايات المتحدة الأمريكية. تأثر التنوير الأمريكي بعصر التنوير الأوروبي في القرن السابع عشر والفلسفة الأمريكية الأصلية. طبقًا لجيمس ماكجريجور بورنس، فإن روح التنوير الأمريكي هي إعطاء الأفكار التنويرية شكلًا عمليًا مفيدًا في حياة الأمة وشعبها.
طبق الفكر التنويري المنطق العلمي على السياسة والعلوم والدين. وعزز التسامح الديني واستعاد الأدب والفن والموسيقى كتخصصات هامة تستحق الدراسة في الكليات. تأسست الكليات «حديثة الطراز» أمريكية النمط مثل كلية كينجز بنيويورك (جامعة كولومبيا الآن)، وكلية فيلادلفيا (جامعة بنسلفانيا الآن). وتأسست جامعة ييل وكلية وليام وماري. واستُبدل علم اللاهوت بفلسفة أخرى غير طائفية في العديد من مناهج الكلية. حتى الكليات البروتستانتية مثل كلية نيو جيرسي (جامعة برنستون الآن) وجامعة هارفارد أصلحت مناهجها لتتضمن الفلسفة الطبيعية (العلوم)، والفلك الحديث والرياضيات.
ضم الممثلين الأوائل للتنوير الأمريكي كل من رؤساء الكليات، ومن ضمنهم القادة الدينيين البروتستانتيين جوناثان إدواردس وتوماس كلاب وإزرا ستايلس، وفلاسفة الأخلاقية الأنغليكانية صامويل جونسون وويليام سميث. وكان من كبار المفكرين السياسيين جون آدامز وجيمس ماديسون وتوماس بين وجورج ميسون وجيمس ويلسون وإيثان الين وألكساندر هاميلتون وبوليمات بنجامين فرانكلين وتوماس جيفرسون. تضمن كبار العلماء بنجامين فرانكلين لأعماله في الكهرباء، وويليام سميث لتنظيمه وملاحظاته على عبور كوكب الزهرة، وجاريد إليوت لعمله على علم المعادن والزراعة، وعالم الفلك ديفيد ريتينهاوس في الفلك والرياضيات والأدوات، وبنجامين راش في العلوم الطبية، وتشارلس ويلسون بيل في التاريخ الطبيعي، وكادوالدر كولدن لأعماله في علم النبات وأنظمة الصرف الصحي للمدن. ابنة كولدن، جين كولدن، كانت أول امرأة تعمل كعالمة نبات في الولايات المتحدة الأمريكية. وكان كاونت رامفورد عالمًا رائدًا، خاصة في مجال الحرارة.

## المصطلح
صيغ مصطلح «التنوير الأمريكي» في الحقبة التالية للحرب العالمية الثانية. ولم يكن المصطلح مستخدمًا في القرن الثامن عشر عند إشارة متحدثي اللغة الإنجليزية إلى عملية التحول إلى «الاستنارة».

## التسامح الديني
حارب الآباء المؤسسون للتنوير، خاصة بنجامين فرانكلين وتوماس جيفرسون وجيمس ماديسون وجورج واشنطن، من أجل حرية الاعتقاد للطوائف الأقلية وحققوا ذلك المسعى في نهاية المطاف. طبقًا للآباء المؤسسين، فإن الولايات المتحدة ينبغي أن تكون دولة يعيش بها الناس من مختلف الأديان بسلام وبمنفعة متبادلة. ولخص جيمس ماديسون هذا المثل الأعلى في عام 1792 قائلًا، «الضمير هو أكثر الخصال قدسية».
التحول من مفهوم الدين الراسخ إلى التسامح الديني كان أحد المميزات البارزة للفترة من عام 1775 وحتى عام 1818. تمرير دستور كونيكتيكت الجديد في الخامس من أكتوبر من عام 1818، ألغى «اللائحة» ذات المئة وثمانين عامًا وميثاق كونيكتيكت لعام 1662، والتي تعود أحكامها إلى تأسيس الولايات المتحدة في عام 1638 وأوامر كونيكتيكت الأساسية؛ واقتُرِح أن يكون هذا التاريخ هو تاريخ للانتصار إن لم يكن نهاية التنوير الأمريكي. ضمن الدستور الجديد حرية العقيدة، وعزل الكنيسة الأبرشانيونية.

## التيارات الفكرية
حدثت تغيرات فكرية عظيمة بين عامي 1714 و1818 والتي حولت المستعمرات البريطانية الأمريكية من ركود طويل إلى الريادة في مجالات الفلسفة الأخلاقية، والإصلاح التعليمي، والإحياء الديني، والتكنولوجيا الصناعية، والعلوم، وكان الأبرز هو الفلسفة السياسية. رأت تلك الفترة إجماعًا على «السعي وراء تحقيق السعادة» مبنيًا على الفلسفة السياسية.

## الجمهوريانية
تميز هذا العصر سياسيًا بالتأكيد على الليبرالية الاقتصادية والجمهوريانية والحرية الدينية، وعُبِر عن ذلك بشكل واضح في إعلان استقلال الولايات المتحدة. محاولات إصلاح العلاقة بين الدين والعلم نتج عنها رفضًا للنبوة والمعجزات وكشفت الدين، مما نتج عنه الميل إلى الربوبية بين بعض القادة السياسيين في ذلك العصر. أكدت الجمهوريانية الأمريكية على رضى المحكوم، والتخلص من الأرستقراطية، والخوف من الفساد. مثلت الالتقاء بين الجمهوريانية الكلاسيكية والجمهوريانية الإنجليزية (من برلمان المملكة المتحدة في القرن السابع عشر وحزب البلد الإنجليزي اليميني في القرن الثامن عشر).

## الليبرالية والجمهوريانية
منذ ستينيات القرن العشرين، تجادل المؤرخون حول دور التنوير في الثورة الأمريكية. قبل عام 1960 كان هناك إجماعًا حول الليبرالية، بالأخص ليبرالية جون لوك، كانت هي الأساس، وكانت يتم تجاهل الجمهوريانية بشكل كبير. التفسيرات الجديدة كان رائدها جون جريفيل اغارد بوكوك الذي جادل في كتابه (اللحظة المكيافيلية) (1975) أنه، على الأقل في بداية القرن الثامن عشر، كانت الأفكار الجمهورية في نفس قدر أهمية الأفكار الليبرالية. أصبحت وجهة نظر بوكوك مقبولة بشكل كبير الآن. قاد بيرنارد بيلين وجوردون وود النقاش بأن الآباء المؤسسين للولايات المتحدة كانوا أكثر تأثرًا بالجمهوريانية من الليبرالية. آيزاك كرامنيك البروفيسور بجامعة كورنيل، على الجانب الآخر، جادل أن الأمريكيين كانوا دائمًا شديدي الفردانية، وبالتالي تابعين لفلسفة جون لوك.

## «الحياة، والحرية، والسعي لتحقيق السعادة»
يعتقد العديد من المؤرخين أن أصل هذه العبارة الشهيرة مُستمدة من رأي لوك بأن «لا ينبغي لأحد أن يؤذي الآخر في حياته، أو صحته، أو حريته، أو ممتلكاته.» يقترح آخرون أن جيفرسون استلهم هذه العبارة من تعليقات السير وليام بلاكستون على قوانين إنجلترا. لاحظ آخرون أن كتاب ويليام ولستون «تحديد دين الطبيعة» الذي نُشر في عام 1722 يصف «التعريف الأصدق» لـ«دين الطبيعة» بأنه «السعي وراء السعادة عن طريق ممارسة المنطق والحقيقة.»

إعلان حقوق فيرجينيا، الذي كتبه جورج ميسون وتبنته اتفاقية مندوبي فيرجينا في 12 يونيو من عام 1776، قبل عدة أيام من مسودة جيفرسون، نقرأ فيه الجزء:
جميع الناس بطبيعتهم أحرارًا ومستقلون بشكل متساوي، ويمتلكون بعض الحقوق الأصيلة، والتي منها عند دخولهم في الوضع المجتمعي، فإنهم لا يمكنهم تحت أي ميثاق حرمان الأجيال القادمة أو تجريدها، بالأخص من الاستمتاع بالحياة وبالحرية، مع حق حيازة الممتلكات واكتسابها، والسعي وراء السعادة والأمان والحصول عليهما.
إعلان استقلال الولايات المتحدة، الذي كتبه بشكل أساسي جيفرسون، تبناه الكونغرس القاري الثاني في 4 يوليو من عام 1776. ينص القسم الثاني من إعلان الاستقلال على:
نحن نتمسك ببديهية هذه الحقائق، بأن جميع البشر خُلقوا متساويين، وأن خالقهم قد وهبهم بعض الحقوق غير القابلة للتحويل، وأن من ضمن تلك الحقوق هي الحق في الحياة والحرية والسعي وراء تحقيق السعادة.

## الربوبية
كلًا من التنوير المعتدل والتنوير الراديكالي أو الثوري كانا ضد سلطوية الكنائس الراسخة ولاعقلانيتها وظلاميتها. الفلاسفة مثل فولتير وصف الدين المُنظم بأنه عدو تطور المنطق وتقدم العلوم وغير قادر على تحقيق اليقين.
الدين البديل كان الربوبية، وهي الاعتقاد الفلسفي في إله مبني على المنطق، بدلًا من الوحي الديني أو العقيدة. كان تصورًا شائعًا بين الفلاسفة، الذين تبنوا سلوكًا ربوبيًا بدرجات مختلفة. أثرت الربوبية بشكل كبير على فكر المفكرين والآباء المؤسسين، ومن ضمنهم جون آدامز وبنجامين فرانكلين، وربما جورج واشنطن، وبالأخص توماس جيفرسون. وكان أكثر المناصرين تعبيرًا لهذا الفكر هو توماس بين، الذي كتب كتابه (عصر المنطق) في فرنسا في بداية التسعينيات من القرن الثامن عشر، وسريعًا ما وصل إلى الولايات المتحدة. كان بين شديد الإثارة للجدل؛ حين هوجم جيفرسون لاعتقاده الربوبي في انتخابات عام 1800، بذل السياسيون الجمهوريون الديمقراطيون قصارى جهدهم لإبعاد مرشحيهم عن بين. كانت العلاقة وطيدة بين التوحيدية والربوبية، فالأولى جلبها إلى أمريكا عالم الأكسجين جوزيف بريستلي. سمّى دكتور صامويل جونسون اللورد إدوارد هاربرت «أبًا للربوبية الإنجليزية».